# 109

109(백구)는 108보다 크고 110보다 작은 자연수다.

## 수학
- 29번째 소수(素數)다. 앞의 소수는 쌍둥이 소수인 107, 다음 소수는 113이다.
  - 10번째 슈퍼 소수로, 109의 소수 순번인 29도 소수다. 앞의 슈퍼 소수는 83, 다음은 127이다.
- 9번째 중심있는 삼각수다. 앞의 중심있는 삼각수는 85, 다음은 136이다.
- 피타고라스 삼조의 빗변의 길이이다. ({\displaystyle 60^{2}+91^{2}=109^{2}})[a]
- {\displaystyle 109=31+37+41}
  - 연속하는 세 소수의 합으로 나타낼 수 있으며, 이 성질을 지닌 앞의 수는 97, 다음 수는 121이다.
- {\displaystyle 109=3^{2}+10^{2}}
  - 서로 다른 두 자연수의 제곱합으로 나타낼 수 있는 수다.
- {\displaystyle 45^{3}-1}은 109로 나누어떨어진다.

## 과학
- 마이트너륨(Mt)의 원자번호.
- NGC 109: 안드로메다자리 방향에 있는 나선은하.

## 교통

### 철도
- 수도권 전철 1호선 가능역의 역번호.
- 부산 도시철도 1호선 토성역의 역번호.
- 대전 도시철도 1호선 용문역의 역번호.
- 광주 도시철도 1호선 농성역의 역번호.
- 대구 도시철도 1호선은 109번 역이 없고, 115번부터 시작한다.

### 도로
- 일본 109번 국도 (폐지): 일본의 과거 국도.
- 현도 제109호선

## 군사
- U-109: 독일의 군용 잠수함. 제1차 세계 대전에 사용된 1917년제 모델(영어판, 독일어판)과 제2차 세계 대전에 사용된 1940년제 모델(영어판, 독일어판)이 있다.

## 문화유산
- 대한민국의 국보 제109호: 군위 아미타여래삼존 석굴
- 대한민국의 보물 제109호: 전 광주 성거사지 오층석탑
- 대한민국의 사적 제109호: 아산 맹씨 행단

## 방송
- 스카이라이프의 TV조선2 채널 번호.
- 지니 TV의 에이플드라마 채널 번호.
- B tv의 TV조선3 채널 번호.
- U+ TV의 SPOTV 프라임플러스 채널 번호.
- LG헬로비전의 SPOTV 채널 번호.
- B tv 케이블의 육아방송 채널 번호.
- KT HCN의 더 무비 채널 번호.

## 기타
- 날짜: 1월 9일, 10월 9일
- 연도: 109년, 기원전 109년
- 109(이치마루큐): 도쿄 몰즈 디벨로먼트(TMD)에서 운영하는 패션 빌딩.
- 메서슈미트 Bf 109: 나치 독일이 제2차 세계 대전에서 주력기로 썼던 군용 전투기.
- 대한민국의 보건복지부 소관 한국생명존중희망재단에서 운영하는 2024년 1월부터 통합 시행된 자살예방핫라인 상담 전화번호.
- 일본의 요괴 ‘텐구’의 숫자 고로아와세.